# Диринг (Аляска)
Диринг (англ. Deering, эским.: Ipnatchiaq) — город в боро Нортуэст-Арктик, штат Аляска, США. Население по данным переписи 2010 года составляет 122 человека.

## История
Диринг был основан в 1901 году как станция снабжения для старателей-золотодобытчиков. Инкорпорирован как город 28 октября 1970 года.

## География
По данным Бюро переписи населения США площадь населённого пункта составляет 13,6 км², из них суша составляет 13,3 км², а водные поверхности — 0,3 км². Расположен на севере полуострова Сьюард, в месте где река Инмачук впадает в залив Коцебу, в 92 км к юго-западу от города Коцебу.

## Население
По данным переписи 2000 года население города составляло 136 человек. Расовый состав: коренные американцы — 93,38 %; белые — 5,88 %; представители двух и более рас — 0,74 %.
Доля лиц в возрасте младше 18 лет — 39,7 %; от 18 до 24 лет — 6,6 %; от 25 до 44 лет — 28,7 %; от 45 до 64 лет — 17,6 % и старше 65 лет — 7,4 %. Средний возраст населения — 27 лет. На каждые 100 женщин приходится 109,2 мужчин; на каждые 100 женщин в возрасте старше 18 лет — 115,8 мужчин.
Из 42 домашних хозяйств в 40,5 % — воспитывали детей в возрасте до 18 лет, 21,4 % представляли собой совместно проживающие супружеские пары, 33,3 % — женщины без мужей, 31,0 % не имели семьи. 23,8 % от общего числа хозяйств на момент переписи жили самостоятельно, при этом 2,4 % составили одинокие пожилые люди в возрасте 65 лет и старше. В среднем домашнее хозяйство ведут 3,24 человек, а средний размер семьи — 3,90 человек.
Средний доход на совместное хозяйство — $33 333; средний доход на семью — $43 438. Средний доход на душу населения составлял — $11 000.
Динамика численности населения города по годам:
| 1930 | 1940 | 1950 | 1960 | 1980 | 1990 | 2000 | 2010 |
| ---- | ---- | ---- | ---- | ---- | ---- | ---- | ---- |
| 183  | 230  | 174  | 95   | 150  | 157  | 136  | 122  |

## Транспорт
Город обслуживается аэропортом Диринг.